# Major Jones
Major James Brooks Jones (McGehee, 9 luglio 1953) è un ex cestista statunitense, professionista nella NBA.
È il fratello di altri tre giocatori di basket professionisti: Wil Jones, Caldwell Jones e Charles Jones.

## Carriera
Venne selezionato dai Portland Trail Blazers al secondo giro del Draft NBA 1976 (20ª scelta assoluta).

## Palmarès
- EBA Rookie of the Year (1977)
- All-WBA Second Team (1979)